# ۱۳۷ (قمری)
۱۳۷ (قمری)، صد و سی و هفتمین سال در گاهشماری هجری قمری است. اول محرم این سال برابر با اول ژوئیه سال ۷۵۴ میلادی است.

## زادگان
بابک خرمدین

## درگذشتگان
- ۲۵ شعبان - ابومسلم خراسانی به دست منصور، خلیفه عباسی به قتل رسید.

## وابسته
- جعفر صادق